# Spithári
Spithári (Spithari) är en ort i Grekland.   Den ligger i prefekturen Nomós Piraiós och regionen Attika, i den sydöstra delen av landet, 16 km väster om huvudstaden Aten. Spithári ligger 85 meter över havet och antalet invånare är 136. Den ligger på ön Salamis.
Terrängen runt Spithári är varierad. Havet är nära Spithári åt sydost.  Närmaste större samhälle är Aten, 16,1 km öster om Spithári. 